# Persone di nome Paul/Politici
| Questa pagina contiene informazioni ricavate automaticamente dalle voci biografiche con l'ausilio del template Bio e di un bot. L'aggiornamento è periodico e automatico e ricostruisce completamente la pagina. Se manca una persona in questa lista, sei pregato di non aggiungerla, ma accertati piuttosto che la sua voce biografica contenga il template Bio e che i dati anagrafici siano correttamente compilati. Se il template Bio manca, inseriscilo tu stesso o, in alternativa, metti l'avviso {{tmp\|Bio}} che ne segnala la mancanza. Se i dati riportati sono sbagliati, correggi direttamente la voce biografica; le modifiche saranno visibili in questa lista entro pochi giorni. Per chiarimenti vedi il progetto antroponimi. La lista contiene solo le 82 persone che sono citate nell'enciclopedia e per le quali è stato implementato correttamente il template Bio. Pagina aggiornata al 22 giu 2025. |

Questa è una lista di persone presenti nell'enciclopedia che hanno il nome Paul e sono politici.

## B(6)
- Paul Beneke, politico e corsaro tedesco
- Paul Biya, politico camerunese (Mvomeka'a, n. 1933)
- Paul Boffa, politico maltese (Vittoriosa, n. 1890 - Paola, † 1962)
- Paul Broun, politico e medico statunitense (Atlanta, n. 1946)
- Paul Brousse, politico francese (Montpellier, n. 1844 - Parigi, † 1912)
- Paul Bérenger, politico mauriziano (Curepipe, n. 1945)

## C(4)
- Paul Cérésole, politico svizzero (Friedrichsdorf, n. 1832 - Losanna, † 1905)
- Paul Chaudet, politico svizzero (Rivaz, n. 1904 - Losanna, † 1977)
- Paul Cook, politico statunitense (Meriden, n. 1943)
- Paul Coste-Floret, politico francese (Montpellier, n. 1911 - Montpellier, † 1979)

## D(9)
- Paul Barras, politico, generale e rivoluzionario francese (Fox-Amphoux, n. 1755 - Chaillot, † 1829)
- Paul Davies, politico gallese (Pontsian, n. 1969)
- Paul Delouvrier, politico francese (Remiremont, n. 1914 - Provins, † 1995)
- Paul Deschanel, politico francese (Schaerbeek, n. 1855 - Parigi, † 1922)
- Paul Devaux, politico belga (Bruges, n. 1801 - Bruxelles, † 1880)
- Paul Dijoud, politico e funzionario francese (Neuilly-sur-Seine, n. 1938)
- Paul Doumer, politico francese (Aurillac, n. 1857 - Parigi, † 1932)
- Paul Déroulède, politico, scrittore e militare francese (Parigi, n. 1846 - Parigi, † 1914)
- Paul de Smet de Naeyer, politico belga (Gand, n. 1843 - Bruxelles, † 1913)

## E(2)
- Paul Freiherr von Eltz-Rübenach, politico tedesco (Wahn am Rhein, n. 1875 - Linz am Rhein, † 1943)
- Paul Eyschen, politico lussemburghese (Diekirch, n. 1841 - Lussemburgo, † 1915)

## F(3)
- Paul Fannin, politico statunitense (Ashland, n. 1907 - Phoenix, † 2002)
- Paul Finet, politico e sindacalista belga (Montignies-sur-Sambre, n. 1897 - † 1965)
- Paul von Sternbach, politico, nobile e militare austriaco (Chiusa, n. 1869 - Brunico, † 1948)

## G(8)
- Paul Gartenhauser, politico svizzero (Appenzello - Gais)
- Paul Gautsch von Frankenthurn, politico e nobile austriaco (Döbling, n. 1851 - Vienna, † 1918)
- Paul Giacobbi, politico francese (Courbevoie, n. 1957)
- Paul Gillmor, politico statunitense (Tiffin, n. 1939 - Arlington County, † 2007)
- Joseph Goebbels, politico e giornalista tedesco (Rheydt, n. 1897 - Berlino, † 1945)
- Paul Gosar, politico statunitense (Rock Springs, n. 1958)
- Paul de Cassagnac, politico e giornalista francese (Parigi, n. 1843 - Saint-Viâtre, † 1904)
- Paul Granier de Cassagnac, politico, giornalista e militare francese (Parigi, n. 1880 - Couloumé-Mondebat, † 1966)

## H(4)
- Paul Hamilton, politico statunitense (Saint Paul's Parish, n. 1762 - † 1816)
- Paul Hellyer, politico canadese (Toronto, n. 1923 - † 2021)
- Paul Helminger, politico lussemburghese (Esch-sur-Alzette, n. 1940 - † 2021)
- Paul Hymans, politico belga (Ixelles, n. 1865 - Nizza, † 1941)

## I(2)
- Paul Robert Ignatius, politico e militare statunitense (Glendale, n. 1920)
- Paul Ilyinsky, politico statunitense (Londra, n. 1928 - Palm Beach, † 2004)

## J(2)
- Paul Janson, politico belga (Herstal, n. 1840 - Bruxelles, † 1913)
- Paul Jungbluth, politico olandese (Vaals, n. 1949)

## K(3)
- Paul Kagame, politico e generale ruandese (Tambwe, n. 1957)
- Paul Kanjorski, politico statunitense (Nanticoke, n. 1937)
- Paul Keating, politico australiano (Sydney, n. 1944)

## L(5)
- Paul Lannoye, politico belga (Sprimont, n. 1939 - † 2021)
- Paul Laxalt, politico statunitense (Reno, n. 1922 - McLean, † 2018)
- Paul LePage, politico statunitense (Lewiston, n. 1948)
- Paul Levi, politico tedesco (Hechingen, n. 1883 - Berlino, † 1930)
- Paul Löbe, politico e giornalista tedesco (Legnica, n. 1875 - Bonn, † 1967)

## M(9)
- Paul Magnette, politico e politologo belga (Lovanio, n. 1971)
- Paul Joseph James Martin, politico e diplomatico canadese (Ottawa, n. 1903 - Windsor, † 1992)
- Paul Edgar Philippe Martin, politico canadese (Windsor, n. 1938)
- Paul Biyoghé Mba, politico gabonese (Donguila, n. 1953)
- Paul McHale, politico statunitense (Bethlehem, n. 1950)
- Paul Hasluck, politico australiano (Fremantle, n. 1905 - Perth, † 1993)
- Paul Mitchell, politico statunitense (Boston, n. 1956 - Dryden Township, † 2021)
- Paul Morton, politico statunitense (Detroit, n. 1857 - New York, † 1911)
- Paul Murphy, politico irlandese (Dublino, n. 1983)

## N(3)
- Paul Ngei, politico keniota (Kiima Kimwe, n. 1923 - † 2004)
- Paul Henry Nitze, politico statunitense (Amherst, n. 1907 - Washington, † 2004)
- Paul Nuttall, politico britannico (Bootle, n. 1976)

## O(1)
- Paul H. O'Neill, politico, imprenditore e funzionario statunitense (Saint Louis, n. 1939 - Pittsburgh, † 2020)

## P(1)
- Paul Laurent, politico nativo americano (Halifax)

## Q(1)
- Paul Quilès, politico francese (Sig, n. 1942 - Parigi, † 2021)

## R(5)
- Paul Ramadier, politico francese (La Rochelle, n. 1888 - Rodez, † 1961)
- Paul Reynaud, politico francese (Barcelonnette, n. 1878 - Neuilly-sur-Seine, † 1966)
- Paul Richard, politico statunitense (New York, n. 1697 - † 1756)
- Ernest de Royer, politico e magistrato francese (Versailles, n. 1808 - Parigi, † 1877)
- Paul Ryan, politico statunitense (Janesville, n. 1970)

## S(5)
- Paul Sarbanes, politico e avvocato statunitense (Baltimora, n. 1933 - Baltimora, † 2020)
- Paul Schwenk, politico tedesco (Meißen, n. 1880 - Berlino Est, † 1960)
- Paul Simon, politico statunitense (Eugene, n. 1928 - Springfield, † 2003)
- Paul Southwell, politico nevisiano (Dominica, n. 1913 - Castries, † 1979)
- Paul Stănescu, politico romeno (Vișina, n. 1957)

## T(3)
- Paul Tang, politico olandese (Haarlem, n. 1967)
- Paul Tonko, politico statunitense (Amsterdam, n. 1949)
- Paul Tsongas, politico statunitense (Lowell, n. 1941 - Lowell, † 1997)

## V(3)
- Paul Vallas, politico e docente statunitense (Chicago, n. 1953)
- Paul Vergès, politico francese (Ubon Ratchathani, n. 1925 - Saint-Denis, † 2016)
- Paul van Zeeland, politico belga (Soignies, n. 1893 - Bruxelles, † 1973)

## W(2)
- Paul Wellstone, politico statunitense (Washington, n. 1944 - Eveleth, † 2002)
- Paul Wolfowitz, politico e diplomatico statunitense (New York, n. 1943)

## X(1)
- Paul Xuereb, politico maltese (Rabat, n. 1923 - † 1994)